# Autostrada A517 (Franța)
Autostrada A517, sau A517, este o autostradă franceză foarte scurtă, formată din două bretele care leagă A7-nord de A51-nord, pe teritoriul comunei Septèmes-les-Vallons, la nord de Marsilia.
Numerotarea sa este în primul rând administrativă și nu pare să fie semnalizată la fața locului.
Este gratuită, neconcesionată și gestionată de DIR Méditerranée.

## Istoric
Declarație de utilitate publică
- 28.06.1973 : Întregul traseu al autostrăzii (A7 - A51)

Dare în exploatare
- 20.07.1976 : Întregul traseu al autostrăzii (A7 - A51) (sens Aix → Fos)
- 22.09.1976 : Întregul traseu al autostrăzii (A7 - A51) (sens Fos → Aix)

## Traseu
| De la A7 la A51; secțiune gratuită, neconcesionată, gestionată de DIR Méditerranée. |                                                                     |     |
| A7 E714                                                                             |                                                                     |     |
| Intersecție                                                                         | Nod rutier între A7 și A517: Marsilia-centru (nod rutier parțial).  | A7  |
| A517                                                                                |                                                                     |     |
|                                                                                     | Autostradă cu 2x2 benzi pe aproximativ 1 km.                        |     |
| A517                                                                                |                                                                     |     |
| Intersecție                                                                         | Nod rutier între A51 și A517: Marsilia-centru (nod rutier parțial). | A51 |
| A51 E712                                                                            |                                                                     |     |